# Scottish League Cup 2012-2013
La Scottish League Cup 2012-13 è la 67ª edizione della seconda più prestigiosa competizione ad eliminazione diretta della Scozia, nota per ragioni di sponsor anche come CIS Insurance Cup.

## Calendario
| Turno            | Prima partita     |
| ---------------- | ----------------- |
| 1º turno         | 31 luglio 2012    |
| 2º turno         | 22 agosto 2012    |
| 3º turno         | 25 settembre 2012 |
| Quarti di finale | 30 ottobre 2012   |
| Semifinali       | 26 gennaio 2013   |
| Finale           | 18 marzo 2013     |

## Primo Turno
| Squadra 1           | Risultato         | Squadra 2       |
| ------------------- | ----------------- | --------------- |
| Peterhead           | 0 – 0 (1 - 4 dcr) | Dundee          |
| Livingston          | 8 – 0             | Stranraer       |
| Stenhousemuir       | 4 – 0             | Brechin City    |
| Raith Rovers        | 4 – 3             | Berwick Rangers |
| Queen's Park        | 3 – 2             | Airdrie Utd     |
| Queen of the South  | 5 – 2             | Alloa Athletic  |
| Montrose            | 2 – 1             | Cowdenbeath     |
| Hamilton Academical | 2 – 0             | Annan Athletic  |
| Falkirk             | 2 – 0             | Elgin City      |
| Forfar Athletic     | 0 – 2             | Partick Thistle |
| Dumbarton           | 2 – 0             | Albion Rovers   |
| Ayr Utd             | 6 – 1             | Clyde           |
| Arbroath            | 1 – 1 (3 - 2 dcr) | Stirling Albion |
| East Stirlingshire  | 1 – 5             | Morton          |
| Rangers             | 4 – 0             | East Fife       |

## Secondo Turno
| Squadra 1           | Risultato   | Squadra 2       |
| ------------------- | ----------- | --------------- |
| Morton              | 0 – 2       | Aberdeen        |
| Ross County         | 1 – 4       | Raith Rovers    |
| Queen of the South  | 2 – 0       | Hibernian       |
| Livingston          | 3 – 2 (dts) | Dumbarton       |
| Kilmarnock          | 1 – 2       | Stenhousemuir   |
| Hamilton Academical | 1 – 0 (dts) | Partick Thistle |
| Dunfermline         | 3 – 0       | Montrose        |
| Ayr Utd             | 1 – 5       | St. Mirren      |
| Dundee              | 1 – 2       | Queen's Park    |
| Arbroath            | 0 – 2       | Inverness       |
| Rangers             | 3 – 0       | Falkirk         |

## Terzo Turno
| Squadra 1          | Risultato         | Squadra 2           |
| ------------------ | ----------------- | ------------------- |
| Stenhousemuir      | 1 – 1 (6 - 5 dcr) | Inverness           |
| St. Mirren         | 1 – 0             | Hamilton Academical |
| St. Johnstone      | 4 – 1             | Queen's Park        |
| Queen of the South | 0 – 1             | Dundee Utd          |
| Hearts             | 3 – 1             | Livingston          |
| Celtic             | 4 – 1             | Raith Rovers        |
| Rangers            | 2 – 0             | Motherwell          |
| Dunfermline        | 0 – 1             | Aberdeen            |

## Quarti di finale
| Squadra 1  | Risultato         | Squadra 2     |
| ---------- | ----------------- | ------------- |
| Aberdeen   | 2 – 2 (2 - 4 dcr) | St. Mirren    |
| Celtic     | 5 – 0             | St. Johnstone |
| Dundee Utd | 1 – 1 (4 - 5 dcr) | Hearts        |
| Rangers    | 0 – 3             | Inverness     |

## Semifinali
| Squadra 1 | Risultato         | Squadra 2  |
| --------- | ----------------- | ---------- |
| Inverness | 1 – 1 (4 - 5 dcr) | Hearts     |
| Celtic    | 2 – 3             | St. Mirren |

## Finale
| Squadra 1  | Risultato | Squadra 2 |
| ---------- | --------- | --------- |
| St. Mirren | 3 – 2     | Hearts    |

| Arbitro: | Craig Thomson |

|                                       |           |                    |
| Goncalves 37’ Thompson 45’ Newton 66’ | Marcatori | 10’, 85’ Stevenson |